# Battaglia di Bash Abaran
La battaglia di Bash Abaran (in armeno Բաշ Աբարանի ճակատամարտ? Bash Abarani chakatamart, in turco Baş-Abaran Muharebesi) è stata una battaglia della campagna del Caucaso della prima guerra mondiale che ebbe luogo nelle vicinanze di Bash Abaran, nel 1918. Le vittorie armene a Bash Abaran, Sardarabad e Karakilisa, fermarono l'invasione ottomana dell'Armenia orientale e furono determinanti nel consentire la formazione della Prima Repubblica di Armenia di breve durata.
Le forze ottomane attaccarono il 21 maggio, dirigendosi verso Yerevan. Furono contrastati dalle forze armene sotto il comando di Drastamat Kanayan. Un polo dell'attacco ottomano a tre punte, costituito dal 3º reggimento dell'11ª divisione caucasica, si spostò da Hamamlu. Incontrarono una forza armena di circa 1000 fucilieri sotto il comando di Movses Silikyan alla gola di Bash Abaran, a circa tre ore di marcia da Yerevan. Dopo tre giorni di aspri combattimenti, il 25 maggio gli armeni lanciarono un contrattacco contro gli ottomani. Le forze ottomane si ritirarono quindi a nord nuovamente ad Hamamlu il 29 maggio.